# اینتر پایپلاین
اینتر پایپلاین (انگلیسی: Inter Pipeline) شرکت خدمات نفتی کانادایی است، که در سال ۱۹۹۷ تأسیس شد.